# Las Juntas, Jalisco
Las Juntas är en ort i Mexiko.   Den ligger i kommunen La Huerta och delstaten Jalisco, i den södra delen av landet, 600 km väster om huvudstaden Mexico City. Las Juntas ligger 233 meter över havet och antalet invånare är 20.
Terrängen runt Las Juntas är kuperad. Runt Las Juntas är det glesbefolkat, med 20 invånare per kvadratkilometer. Närmaste större samhälle är La Huerta, 8,9 km nordost om Las Juntas. I omgivningarna runt Las Juntas växer i huvudsak lövfällande lövskog.